# Michigan Theatre
Das Michigan Theatre ist Teil eines 13-geschossigen Bürogebäudes an der Bagley Street zwischen Grand River Ave und Clifford Street und ein ehemaliges Filmtheater in Detroit, Michigan, USA. Das im Stile der französischen Renaissance gestaltete Interieur des Michigan wurde im August 1926 eröffnet und hatte eine Kapazität von 4035 Sitzplätzen. Entworfen wurde es von den Architekten Cornelius W. und George L. Rapp und kostete damals 5 Millionen Dollar (entspräche über 72 Millionen Dollar im Jahr 2021). Das Michigan Theatre wurde 1976 geschlossen und 1977 zu einem Parkhaus umgebaut.

## Entstehung
Ursprünglich sollte das Bürogebäude Metropolitan Building genannt werden und das Filmhaus sollte den Namen Chicago erhalten. Diese Namen wurden aber im März 1925 verworfen. Zur selben Zeit wurden das St. Denis Hotel, eine Tankstelle, ein Restaurant, eine Schmiede, eine Arbeitsvermittlung, das Warenlager der Detroit Creamery Company, die Mantle Tile & Grate Company und andere Gebäude abgerissen. Die Theater-Besitzer, die Detroit Properties Corp., beschlossen die geeigneteren Namen Michigan Building und Michigan Theatre zu verwenden.
Der Michigan-Komplex war das erste Stück eines ambitionierten Programms für die Bagley Street und wurde von der Stromfeltz-Loveley-Immobiliengesellschaft gesponsert. Die anderen beiden Schlüsselgebäude waren das United Artists Theatre Building und das 19-stöckige Leland Hotel.
Das Filmhaus wurde von der Balaban & Katz Group aus Chicago in Verbindung mit Detroits erstem Theater-Magnaten, John H. Kunsky, betrieben. Es war das Vorzeigeobjekt seines Theaterimperiums. Das Michigan Theatre öffnete am 23. August 1926 mit dem Film You Never Know Women mit Florence Vidor und Lowell Sherman.

## Die Inneneinrichtung
Kunsky wollte das Michigan Theatre zum großartigsten Schauplatz des mittleren Westens machen, ein Theater für die ganze Welt.
Das Schauspielhaus war überladen mit extravaganten Details. Die über 200 Quadratmeter große Grande Lobby war spiegelvertäfelt und hatte einen karierten Schwarz-Weiß-Boden. Das Foyer war ausgestattet mit Säulen und roten Samtvorhängen, Torbögen aus Marmor, Blumenkörben und großen Kristalllüstern. Eine breite Treppe mit geschnitzten Balustraden und rotem Teppich führte ins obere Geschoss. Ein großer Flügel diente zur Unterhaltung der Gäste, während sie auf den Beginn des Films warteten. Zwischen jedem Säulenpaar waren Ölgemälde der National Academy angebracht, zum Beispiel Thomas Hovendens The Story of the Hunt, Douglas Volks Puritan Girl oder Edwin Blashfields A Modern Rebecca. Durch all seine Skulpturen, Büsten, aufwändig gefertigten Möbelstücke und Gemälde wirkte das Foyer des Michigan mehr wie ein Museum als ein Filmtheater.
Das Mezzanin-Geschoss war zunächst für geladene Gäste in Abendgarderobe reserviert. Es hatte vergoldete Foyers, gedämpftes Licht und war mit Gemälden dekoriert. Es gab luxuriöse Lounges und Kosmetikräume für die Damen, Ruheräume für die Herren. Blickfänger waren die Nachbildung eines römischen Wagenlenkers aus dem 5. Jahrhundert, die Kopie einer Skulptur aus dem Sala della Biga in den Vatikanischen Museen und eine Kopie von Amor und Psyche Antonio Canovas.
Der Theatersaal hatte sechs Gangreihen auf jedem Level, Seitenlogen, drei Meter große kristallene Kronleuchter, eine Bühne mit Orchestergraben und einer 5/28-Wurlitzer-Orgel (Kinoorgel), die auf die Bühne hochgefahren werden konnte. Da die Filme bis 1928 Stummfilme waren, untermalte das Michigan-Symphony-Orchester mit seinem Dirigenten Eduard Werner zusammen mit der 2500-Pfeifen-Wurlitzer die Filme.

## Geschichte

### Lichtspieltheater
Das Theater startete mit fünf Shows am Tag, die erste morgens um 10:30 Uhr. Die übliche Show bestand aus einem Konzert des Orchesters, zwei 20-minütigen Bühnenshows, mit Sängern und Tänzern und einem Film. Der Eintrittspreis betrug, abhängig von der Uhrzeit, zwischen 35 und 75 Cent bei freier Platzwahl.
Stars wie die Marx Brothers, Frank Sinatra, Jack Benny, Louis Armstrong, Red Skelton, Glenn Miller, Artie Shaw, Benny Goodman und Doris Day traten auf der Bühne des Michigan auf.
Kunskys Theaterkette scheiterte während der Weltwirtschaftskrise und das Michigan wurde Teil der United Detroit Theatres. Ab den 1940ern wurden hauptsächlich Filme gezeigt.

### Kino
Mit dem Siegeszug des Tonfilms wurde das Orchester entbehrlich, ebenso wie die Wurlitzer-Orgel, die 1936 ein letztes Mal gespielt wurde. 1953 war das Michigan eines der zwölf Kinos im Land, das 3D-Filme wie Das Kabinett des Professor Bondi von Vincent Price zeigte. 1954 wurde eine Großbildleinwand installiert, dabei wurde aber das Bühnenportal beschädigt. Der Versicherungsmakler und Orgelexperte Frederick P. Hermes (1926–2018) kaufte 1955/1956 die Wurlitzer, installierte sie im „Keller-Kleinod“ (Basement Bijou) seines Hauses unweit von Racine am Lake Michigan und spielte sie vor Publikum.
Durch das Aufkommen des Fernsehens und die massive Abwanderung der Stadtbevölkerung in die Vorstädte gingen die Besucherzahlen in den Theatern Detroits dramatisch zurück, viele Kinos wurden geschlossen. Mitte der 1960er wurde auch das Michigan unrentabel. United Detroit Theaters verkauften das Filmtheater und das Bürogebäude 1967 für 1,5 Millionen Dollar (entspräche im Jahr 2021 umgerechnet ca. 11,5 Millionen Dollar). Die neuen Eigner interessierte nur das Michigan Building, daher wurde das Theater vier Tage später geschlossen.
Im gleichen Jahr kaufte Nicholas George das Michigan Theatre und versuchte, es wieder zu beleben. Aber auch mit seinen Investitionen konnte er es nicht über Wasser halten und somit schloss es erneut am 3. Dezember 1970, und obwohl es einen Monat später nochmals eröffnet wurde, wurde es im Juni 1971 endgültig geschlossen.

### Supper Club
Im Jahr 1972 schloss Sam Hadous einen Pachtvertrag für 16 Jahre mit den Besitzern des Michigan Buildings ab. Er wollte 500.000 Dollar in die Umbauarbeiten stecken, um aus dem Kinopalast einen riesigen Supper Club mit 1500 Sitzplätzen zu machen. Am 19. Januar 1972 begannen die Arbeiten. Die Sitze wurden herausgerissen, die geneigten Etagen wurden zu flachen Ebenen umgebaut. Das Mezzanin wurde restauriert, aber der Balkon blieb geschlossen. Zusätzlich wurde eine Küche installiert. Der Supper Club wurde am 17. März unter dem neuen Namen Michigan Palace eröffnet. Duke Ellington, der bereits 1934 im Michigan Theatre gastiert hatte, gab die Eröffnungsvorstellung. Das Konzept scheiterte bereits nach wenigen Monaten.

### Nachtclub
1973 verwandelte dann der Rock-Promotor Steven Glantz das Haus in einen Konzertsaal. Er beließ den Namen Michigan Palace. Viele der Top Rock Acts der 1970er traten auf, David Bowie, The Stooges, The New York Dolls, Kiss, Aerosmith, Bob Seger, Rush, Iron Butterfly, Blue Öyster Cult und Badfinger.
Die Zeit als Rockschuppen bedeutete den endgültigen Verfall des Michigan. Marmor, Möbel, Messing und Glas wurden vandaliert oder stark verschmutzt. Auch das Michigan Palace als Nachtklub rentierte sich nicht und wurde 1976 geschlossen. Die Zerstörungen der Inneneinrichtung führten zu einem Streit über 175.000 Dollar zwischen den Gebäudeeigentümern, der Bagley Associates Ltd, und Glantz.

### Parkhaus

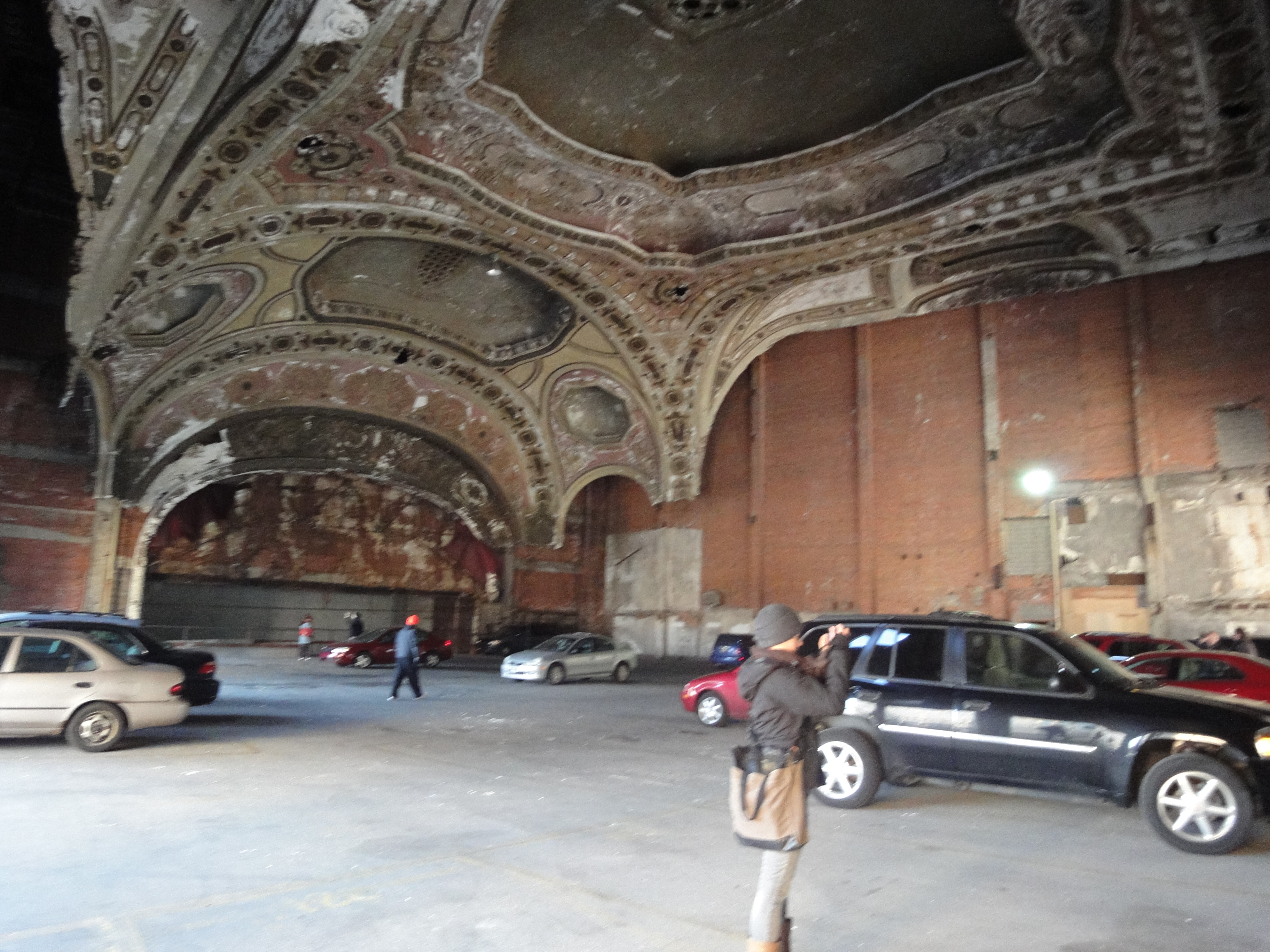
Oberste Ebene des Parkhauses 2010

Die Mieter des Michigan Buildings brauchten Parkplätze, und daher sollte das verwahrloste Theater durch ein Parkhaus ersetzt werden. Statische Berechnungen zeigten, dass das Bürogebäude und das Theater konstruktiv miteinander verbunden sind. Weil man das Theater nicht vollständig beseitigen konnte, schlug der beratende Bauingenieur vor, sich der Hülle des Gebäudes für eine sichere, überdachte Garage zu bedienen. Die Erfordernisse für das neue Parkhaus deckten sich mit dem bestehenden Gebäude. Der Haupteingang, durch den früher Tausende von Menschen geschleust wurden, war weiträumig genug, um das Einfahren und Ausfahren von Autos zu gestatten. Das lange Foyer mit seiner geschwungenen Treppe ließ sich problemlos in eine Zufahrt zu der gekurvten Rampe des Parkhauses umbauen. Der 60 Meter lange und 40 Meter breite Zuschauerraum bot genügend Platz, um die geforderten 160 Autos auf drei Ebenen unterzubringen.
1977 wurde dann das Theater entkernt. Die Beseitigung der Inneneinrichtung und die nachfolgenden Bauarbeiten wurden zweckmäßig durchgeführt. In der Seite des Zuschauerraums wurde ein Loch geschlagen, die Inneneinrichtung abgebrochen, soweit es für die Errichtung einer einfachen Parkhauskonstruktion aus Stahl und Beton erforderlich war.

### Presseecho
Zitat aus Detroit’s Michigan von Kent Kleinman und Leslie Van Snoozer:

„Von der Rohheit des Ergebnisses ist man förmlich erschlagen. Überall sieht der Betrachter die Zeichen brutaler Gewalt: abgesägte Balken, amputierte Balkone, zertrennte elektrische Leitungen, Belüftungsanlagen, die in den Raum hinunterbaumeln, den zerschürften Gips des Baldachins, den zerfetzten Vorhang. Das wirkt nicht wie ein Werk der Architektur, zu dem die Eigenschaften Vollständigkeit und stasis dazugehören; es wirkt wie ein Übergang in Permanenz. Das Werk ist ersetzt worden durch etwas, was am Werke ist. Hierin liegt die legitime Faszination dieses Innenraums: Er stellt die Mechanik und Technik architektonischer Fabrikation offen zur Schau. Es ist dieselbe Faszination, die Zuschauer auf Baustellen und zu Ruinen treibt. Auf einen Blick zeigt sich das nackte Skelett des Bauwerks und die dünne Verkleidung, die einst die Grenze des erfahrbaren Raums war.“

## Trivia
Das Theater bzw. Parkhaus dient als Kulisse für Filme wie 8 Mile, Die Insel, Alex Cross und Only Lovers Left Alive, aber auch für Musikvideos, wie Lose Yourself von Eminem und My Little Birdie von Nice Device.
Das Theater wurde auf dem Platz erbaut, an dem Henry Ford eine kleine Werkstatt betrieb und 1896 sein erstes Auto baute, das Ford Quadricycle. Der Ort, der der Geburtsort des Ford-Automobils war, wurde durch ein Filmtheater ersetzt und dann wieder vom Automobil besetzt.